# Kepler-90 i
Kepler-90 i est une exoplanète orbitant autour de l'étoile Kepler-90, elle a été découverte en 2017. C'est la 8e planète découverte du système de l'étoile Kepler-90 mais la 3e par distance de son étoile et elle est située à environ 2 545 années-lumière du Soleil avec une période orbitale d'environ 14,4 jours.

## Découverte
L'exoplanète est découverte le 14 décembre 2017 par la NASA et Google, avec le télescope spatial Kepler à l'aide de l'intelligence artificielle de Google qui a analysé les données grâce à l'apprentissage automatique. Ensuite, après sa découverte, la NASA et Google ont organisé une conférence sur la découverte de cette exoplanète,.

## Habitabilité
L'exoplanète est trop proche de son étoile pour abriter la vie, sa température est d'environ 300 °C, il y fait donc trop chaud.